# Superpuchar Islandii w piłce siatkowej mężczyzn (2019)
Superpuchar Islandii w piłce siatkowej mężczyzn 2019 (oficjalnie Meistarakeppni BLÍ karla 2019) – trzecia edycja rozgrywek o Superpuchar Islandii rozegrana 15 września 2019 roku w Íþróttahús w Hvammstangi. W meczu o Superpuchar udział wzięły dwa kluby: mistrz i zdobywca Pucharu Islandii w sezonie 2018/2019 - KA oraz finalista Pucharu Islandii - Álftanes.
Po raz drugi zdobywcą Superpucharu Islandii został klub KA.

## Drużyny uczestniczące
| Drużyna  | Osiągnięcia w sezonie 2018/2019 |
| -------- | ------------------------------- |
| KA       | mistrzostwo i Puchar Islandii   |
| Álftanes | finał Pucharu Islandii          |

## Mecz
Niedziela, 15 września 2019 – 14:00 (UTC±00:00) • Íþróttahús, Hvammstangi
Widzów: 80
Czas trwania meczu: 109 minut
Sędziowie: Zdravko Demirev i Sævar Már Guðmundsson
| KA | 3:2                                        | Álftanes |
|    | (25:19, 25:22, 22:25, 23:25, 16:14) raport |          |

| Poz.           | Nr | Zawodnik                   | 1           | 2           | 3        | 4        | 5           | Pkt |
| -------------- | -- | -------------------------- | ----------- | ----------- | -------- | -------- | ----------- | --- |
| A              | 3  | Miguel Mateo Castrillo     | 7 cztery    | 7 cztery    | 7 cztery | 7 cztery | 7 cztery    |     |
| P/Ś            | 7  | Alexander Arnar Þórisson   | 5 dwa       | 5 dwa       | 6 trzy   | 6 trzy   | 5 dwa       |     |
| Ś              | 10 | Hermann Biering Ottósson   | 6 trzy      | 6 trzy      |          | 4 pusty  | 6 trzy      |     |
| R              | 11 | Filip Szewczyk             | 4 jeden     | 4 jeden     | 4 jeden  | 4 jeden  | 4 jeden     |     |
| P              | 18 | Vigfús Jónbergsson         | 8 pięć      | 8 pięć      | 8 pięć   | 8 pięć   | 4 pusty     |     |
| Ś              | 20 | Benedikt Rúnar Valtýsson   | 9 sześć     | 9 sześć     | 9 sześć  | 9 sześć  | 9 sześć     |     |
| L              | 8  | Birkir Freyr Elvarsson     | L           | L           | L        | L        | L           |     |
| Zmiany         |    |                            |             |             |          |          |             |     |
| P              | 1  | Gunnar Pálmi Hannesson     |             |             | 5 dwa    | 5 dwa    | 8 pięć      |     |
| Ś              | 9  | Sölvi Páll Sigurpálsson    | 19 zmiana10 | 19 zmiana10 |          | 4 pusty  | 19 zmiana10 |     |
| P              | 19 | Gísli Marteinn Baldvinsson |             | 16 zmiana7  |          | 4 pusty  | 4 pusty     |     |
| Trener         |    |                            |             |             |          |          |             |     |
| Filip Szewczyk |    |                            |             |             |          |          |             |     |

| Poz.              | Nr | Zawodnik                | 1        | 2        | 3        | 4        | 5        | Pkt |
| ----------------- | -- | ----------------------- | -------- | -------- | -------- | -------- | -------- | --- |
| U                 | 3  | Valgeir Valgeirsson     | 4 jeden  | 7 cztery | 6 trzy   | 9 sześć  | 9 sześć  |     |
| A/Ś               | 8  | Ragnar Már Garðarsson   | 8 pięć   | 9 sześć  | 8 pięć   | 5 dwa    | 5 dwa    |     |
| R                 | 9  | Ragnar Ingi Axelsson    | 5 dwa    | 4 jeden  | 9 sześć  | 6 trzy   | 6 trzy   |     |
| P/Ś               | 11 | Róbert Karl Hlöðversson | 6 trzy   | 5 dwa    | 4 jeden  | 7 cztery | 7 cztery |     |
| P/Ś               | 15 | Egill Þorri Arnarsson   | 9 sześć  | 8 pięć   | 7 cztery | 4 jeden  | 4 jeden  |     |
| P/Ś               | 16 | Martin Marinow          | 7 cztery | 6 trzy   | 5 dwa    | 8 pięć   | 8 pięć   |     |
| L                 | 14 | Austris Bucovskis       | L        | L        | L        | L        | L        |     |
| Trener            |    |                         |          |          |          |          |          |     |
| Slađana Smiljanić |    |                         |          |          |          |          |          |     |

## Wyjściowe ustawienie drużyn
| Szewczyk Þórisson Ottósson Castrillo Jónbergsson Valtýsson Elvarsson Valgeirsson Axelsson Hlöðversson Marinov Garðarsson Arnarsson Bucovskis |